# Войковская (станция метро)
«Во́йковская» — станция Замоскворецкой линии Московского метрополитена. Расположена под Ленинградским шоссе между станциями «Водный стадион» и «Сокол». Выходы находятся на территории Войковского района Северного административного округа города Москвы. Станция колонная трёхпролётная мелкого заложения, построена по типовому проекту.
Открыта 31 декабря 1964 года в составе участка «Сокол» — «Речной вокзал». Названа по расположению вблизи Чугунолитейного завода им. П. Л. Войкова (закрыт к началу 2000-х годов). С начала 1990-х годов регулярно поднимается вопрос о переименовании станции ().

## История
Первый план строительства метро в Войковском районе появился в 1938 году. Планировалось продление Горьковского радиуса ещё на 3 станции от станции «Сокол». Первой из них была станция «Братцево», названная так по названию станции Малого кольца Московской железной дороги. Её планировалось построить значительно севернее нынешнего расположения станции «Войковская».
Затем она упоминается в перспективной схеме 1957 года, уже под названием «Войковская». Впрочем, планы строительства метро в те годы часто корректировались, и на разных планах встречаются другие варианты названия станции — «Завод Войкова» и «Посёлок Войкова». На одном из планов 1957 года «Войковская» даже раздвоилась на две станции — «Окружная» («Ленинградская») и «Завод Войкова». В 1959 году Совет Министров СССР утвердил план строительства линий Московского метрополитена на семилетку (1959—1965).
В середине 1950-х — начале 1960-х годов станция «Сокол» находилась на одном из первых мест по загруженности в Московском метрополитене. Чтобы разгрузить эту станцию и улучшить транспортное обслуживание жителей Ленинградского района было принято решение о продлении Горьковского радиуса на север.
Строительство метро осуществлялось открытым способом. Станция была открыта 31 декабря 1964 года в составе участка «Сокол» — «Речной вокзал», после ввода в эксплуатацию которого в Московском метрополитене стало 72 станции. Она получила своё название по расположенному на поверхности бывшему Московскому чугунолитейному заводу имени Войкова, названному, в свою очередь, в честь П. Л. Войкова (1888—1927) — российского революционера, советского партийного деятеля, участника подготовки расстрела семьи последнего российского императора Николая II, дипломата, полпреда СССР в Польше. Сохранила также название географического объекта — рабочего посёлка «Войковец», существовавшего ранее близ завода имени Войкова.
Летом 1964 года появились планы строительства ответвления длиной 4,1 км от станции «Войковская» в Тушино (станция в Тушине должна была разместиться на пересечении нынешних улиц Лодочная и Свободы). В 1966 году было решено отказаться от этих планов (на перспективных схемах 1966—1967 годов ответвления уже нет) в пользу строительства Краснопресненского радиуса. В конце 1960-х годов северный участок Горьковско-Замоскворецкой линии был самым загруженным, поэтому для увеличения размеров движения с ноября 1968 года в утренний час пик организован пропуск поездов без пассажиров через два на третий от станции «Речной вокзал» до станции «Войковская». По генеральному плану 1971 года предполагалось строительство Большого кольца, которое должно было пройти через «Войковскую». Однако позднее было принято решение, что Большое кольцо пройдёт через станцию «Сокол». В 1991 году был предложен проект смены названия станции на «Петербургскую», однако он не был осуществлён.

## Архитектура и оформление
Станция построена по типовому проекту. Авторы проекта архитекторы И. Петухова, А. Фокина, Н. Демчинский и Ю. Колесникова, инженеры-конструкторы Э. Гендель и О. Сергеев. Конструкция станции — колонная трёхпролётная мелкого заложения (глубина заложения — 7 метров). Широко использованы сборные железобетонные детали заводского изготовления. На станции два ряда по 38 квадратных колонн. Шаг колонн — 4 метра. Расстояние между осями рядов колонн — 5,9 метра.
Станция «Войковская» была построена при Н. С. Хрущёве после выхода постановления 1955 года «Об устранении излишеств в проектировании и строительстве», поэтому она имеет скромное оформление.
Входы на станцию представляют собой лестничные спуски, накрытые лёгкими наземными павильонами. Лестницы ведут в подземный коридор, из которого пассажиры попадают в вестибюли (у станции их два: северный и южный). Помимо касс и турникетов на стенах вестибюлей по ходу движения пассажиров изначально располагались автоматы для размена денег. Стены и колонны переходов облицованы керамической плиткой.
Путевые стены покрыты голубой и чёрной керамической плиткой. Пол выложен светло-серым яйцевским гранитом и чёрным габбро. Колонны облицованы белым с мелким рисунком серых жилок мрамором коелга. Станцию освещают люминисцентные лампы. В целом три станции открытого в 1964 году участка были построены по типовому проекту и отличаются лишь облицовкой колонн и путевых стен.
На платформе имеются две скамейки. Одна из них расположена у северного выхода, а другая — у южного. В центре станции стоит колонна экстренного вызова.
В подземном вестибюле станции — из центра последний вагон — действует буфет № 17 столовой № 12 ОРС метрополитена.

## Путевое развитие
В тоннелях за станцией оставлены заделы (камеры съездов) для планировавшегося к строительству ответвления в Северное Тушино. Однако опыт организации вилочного движения (полученный на юге Замоскворецкой линии метрополитена, где поезда от станции Каширская следовали к станциям Каховская и Красногвардейская) показал, что вилочное движение негативно сказывается на парности[прояснить]. По этой причине все планировавшиеся к строительству ответвления были отменены, а заделы под них (за Полежаевской, между Свиблово и Бабушкинской) остались невостребованными.

## Станция в цифрах
- Код станции — 039[1].
- Ордината оси станции ПК103+17,6[22].
- В марте 2002 года пассажиропоток составлял: по входу — 100,2 тысяч человек, по выходу — 99,2 тысяч человек[23].
- Время открытия станции для входа пассажиров — 5 часов 40 минут, время закрытия — в 1 час ночи[24].
- Таблица времени прохождения первого поезда через станцию[25]:

| По чётным числам                   | Будние дни | Выходные дни |
| По нечётным числам                 | Будние дни | Выходные дни |
| В сторону станции «Водный стадион» | 05:57:00   | 05:56:00     |
| В сторону станции «Водный стадион» | 05:54:00   | 05:55:00     |
| В сторону станции «Сокол»          | 05:44:00   | 05:56:00     |
| В сторону станции «Сокол»          | 05:46:00   | 05:46:00     |

## Расположение
Станция метро «Войковская» Замоскворецкой линии расположена между станциями «Сокол» и «Водный стадион». Выходы со станции соединены с подземными переходами, оканчивающимися павильонами, из которых можно попасть на Ленинградское шоссе, площадь Ганецкого, к улице Зои и Александра Космодемьянских.
До 2018 года со станции метро можно было пересесть на платформу Ленинградская Рижского направления МЖД, однако с открытием новой платформы Стрешнево (с 2019 года в составе МЦД-2) у МЦК Стрешнево, старая платформа Ленинградская была снесена. Расстояние до центра Москвы — 10 км.

### Наземный общественный транспорт
На этой станции можно пересесть на следующие маршруты городского пассажирского транспорта:
- Автобусы: 90, 114, 204, 243, 282, 403, 570, 591, 621, 780, 905, т57, н1
- Трамваи: 23, 27, 30, 31

### Пересадка на МЦК
После открытия движения по Московскому центральному кольцу появилась возможность пересадки с «Войковской» на «Балтийскую». Пешеходный маршрут между вестибюлями обеих станции, который, по большей части, проходит через торговый центр «Метрополис», имеет длину около 730 м, что превышает нормальное расчётное расстояние пешеходной доступности (700 м). Он является самым длинным из пешеходных переходов на платформах МЦК и требует от пассажиров 12 минут на пересадку.

### Пригородный железнодорожный транспорт
В 500 метрах от южного выхода станции находится платформа «Стрешнево» Рижского направления Московской железной дороги. Через неё проходят поезда, следующие с Рижского и Курского вокзалов. Также имеется крытый переход на одноимённую платформу МЦК.

### Достопримечательности и учреждения вблизи станции
- Парк имени Воровского расположен недалеко от юго-восточного выхода из подземного перехода, где находится южный вход на станцию. В 1896 году на месте парка началось строительство лечебницы для алкоголиков врача А. М. Коровина. В советское время территория лечебницы стала парком.
- «Метрополис»[32] — торговый и офисный центр, находящийся в 210 м[33] от северного выхода со станции.

## Происшествия

### Разрушение тоннеля между станциями «Войковская» и «Сокол»
Широкое освещение в СМИ получил случай, произошедший 19 марта 2006 года, когда в тоннель между станциями «Сокол» и «Войковская» провалилась бетонная свая и повредила один из вагонов проезжавшего поезда. Это произошло по вине монтажников, которые устанавливали рекламную конструкцию прямо над тоннелем метро. Благодаря профессионализму машиниста, сумевшего мгновенно оценить ситуацию и применить экстренное торможение, никто из пассажиров поезда не пострадал. Свая врезалась в правый борт первого вагона, сильно повредив его. Вторая же свая пробила потолок третьего вагона, уже после остановки поезда. По счастливой случайности, в этом месте никто из пассажиров не находился.

### Инцидент 13 сентября 2013
13 сентября 2013 года на «Войковской» произошёл инцидент с байкером, который спустился в подземку вместе с мотоциклом и проехался на транспортном средстве по перрону станции. Вместе с байкером была группа соучастников, снимавших на видео происходившее нарушение на «Войковской», длившееся 12 секунд. 1 октября на Измайловском бульваре сотрудниками МУРа было произведено задержание молодого человека, совершившего данное нарушение. Им оказался байкер Павел Волков. 9 октября Волкову предъявлено обвинение в хулиганстве (ст. 213 УК РФ).

## Вопрос о переименовании

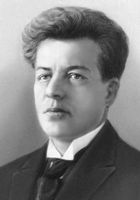
Пётр Лазаревич Войков.

В 1997 году члены Государственной комиссии по идентификации екатеринбургских останков подняли вопрос о переименовании станции «Войковская». С тех пор с аналогичным предложением выступали различные общественные организации, в том числе глава движения «За Веру и Отечество» иеромонах Никон (Белавенец) и участники Фонда «Возвращение».
Предлагались различные варианты нового названия: «Северо-Западная», «Петербургская», «Волковская», имени «Героев обороны Москвы», «Декабрьская», «Ковердинская», «Чугунолитейная», «Авиационная».
Предлагались и другие варианты. В частности, 6 декабря 2013 года депутаты Государственной думы от партии «Справедливая Россия» предложили мэру Москвы переименовать станцию в честь Нельсона Манделы, который в этот день скончался в своём доме в Йоханнесбургe (ЮАР).
Против переименования станции выступают КПРФ и Союз коммунистической молодёжи.
17 июля 2015 года газета «Коммерсантъ» сообщила, что зампред совета депутатов Войковского района Александр Закондырин направит вице-мэру Москвы Анастасии Раковой письмо, в котором поставил вопрос о переименовании района и станции метро, а также предложил провести голосование в рамках проекта «Активный гражданин», выбрав одно из пяти других названий.
В июле 2015 года был предложен очередной вариант названия — «Воротынская», а в августе список вариантов пополнили «Глебово» и «Коптево».

### Голосование по вопросу переименования станции
Вопрос о переименовании станции метро «Войковская» стал предметом опроса, или электронного референдума, запущенного 2 ноября 2015 года в системе «Активный гражданин» и завершившегося 23 ноября 2015 года в 00:00. Против переименования высказалось 53 % участников.
Одновременно, единым пакетом, рассматривался вопрос о переименовании одноимённой железнодорожной платформы, расположенной на МКЖД, и всего транспортно-пересадочного узла (ТПУ).
Хотя опрос завершён, общественная дискуссия не закончилась: имя Эльдара Рязанова, скончавшегося в Москве в ночь с 29 на 30 ноября 2015 года, предложили присвоить станции метро «Войковская» депутаты Госдумы от «Справедливой России», а в конце марта 2016 года о недопустимости сохранения в топонимике имени Войкова заявил Патриарх Кирилл.
За «временный мораторий на любую войну с политическими символами в России» (не упоминая напрямую «Войковскую») в 2017 году высказался Александр Щипков, который полагает, что «в состоянии вялотекущей гибридной войны с антироссийскими и антирусскими глобальными политическими элитами» следует избегать шагов, способных привести к расколу общества.

## Станция «Войковская» в культуре
- Станция фигурирует в постапокалиптическом романе Сергея Антонова «Тёмные туннели», изданного в рамках серии «Вселенная Метро 2033». В нем «Войковская» (переименованная в «Гуляй-поле») является столицей анархо-коммунистических станций, которыми также являются «Водный стадион» и «Речной вокзал»[58].

## Галерея

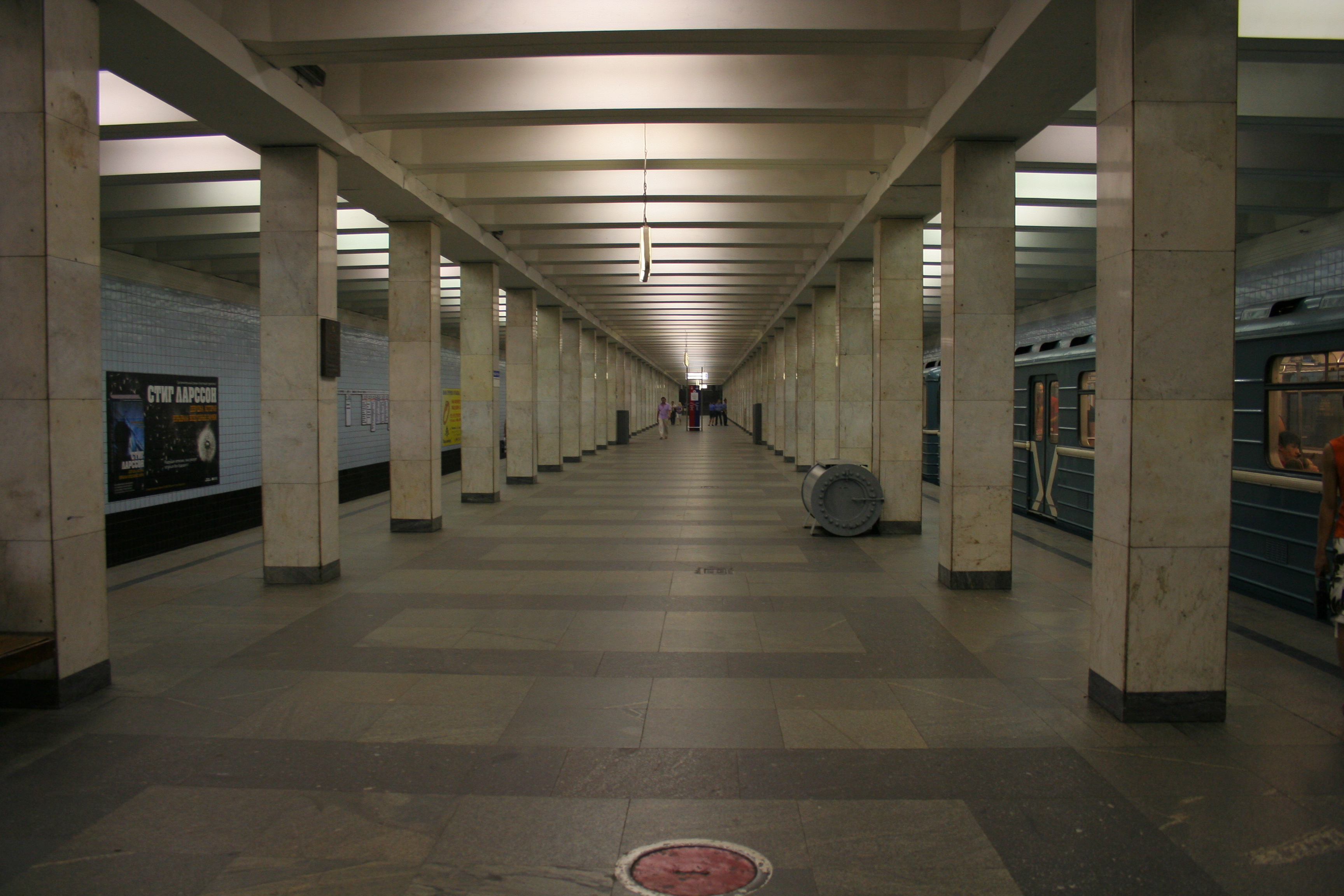
Центральный зал станции
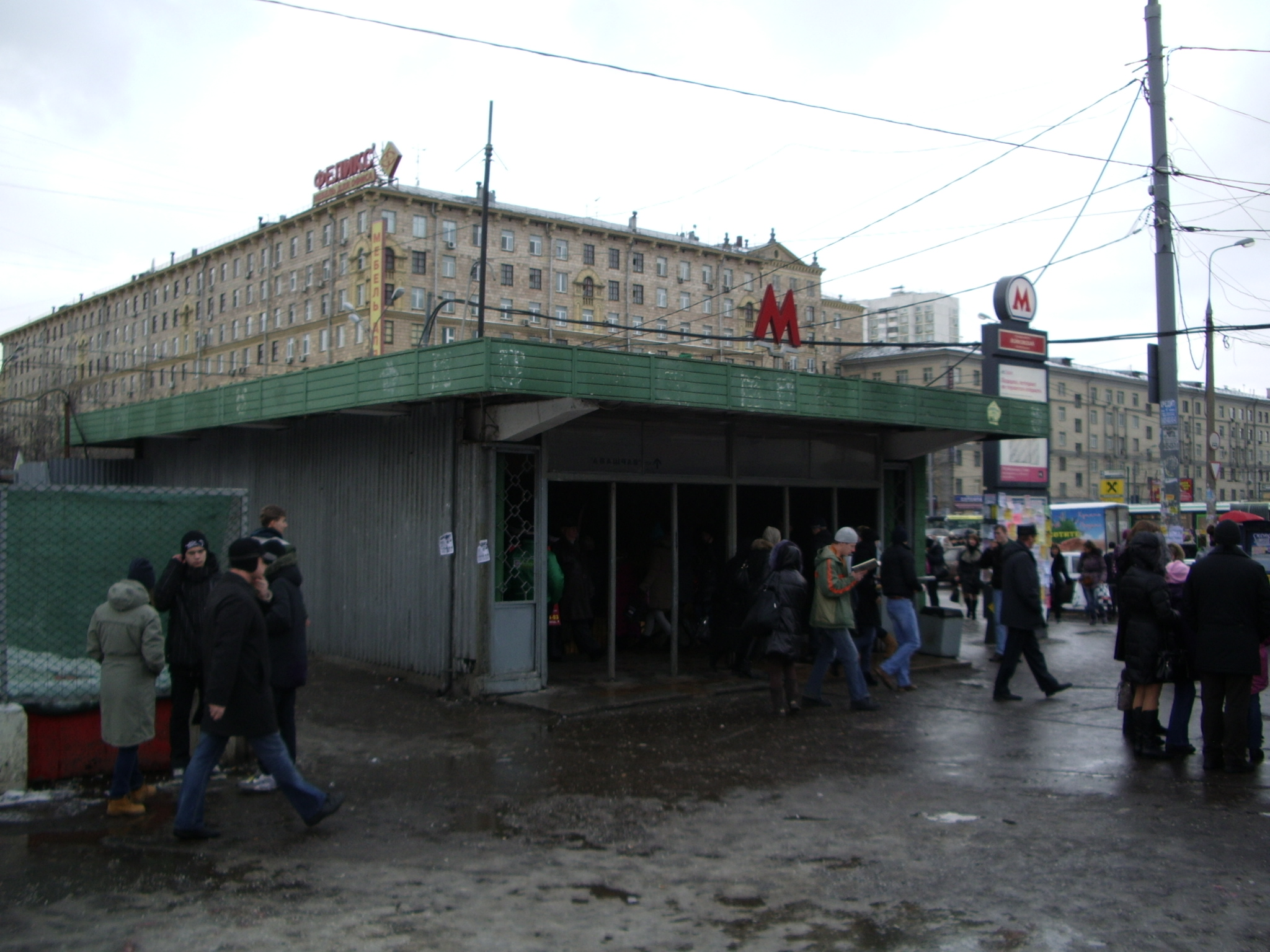
Наземный павильон (до реконструкции)
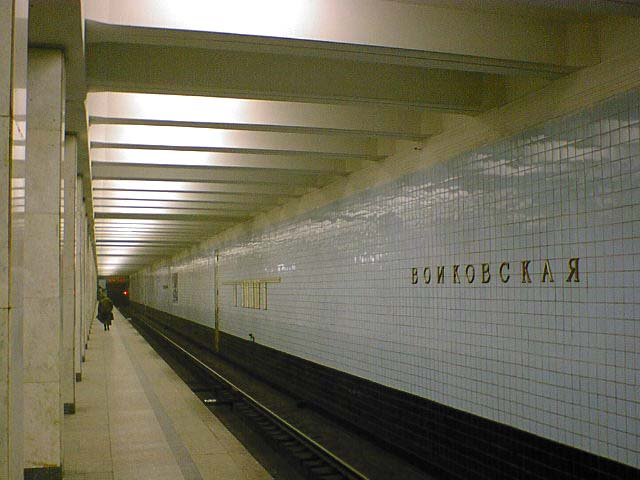
Посадочная платформа. 26 февраля 2000 года